# Fiachu mac Néill
Fiachu mac Néill (activo en 507–514) fue un rey de Uisnech en Mide de la dinastía Ui Neill. Era hijo del rey supremo Niall Noígíallach. Según la lista de reyes del Libro de Leinster, sucedió a su hermano Conall Cremthainne (m. 480) como rey de Uisnech.
Según la Vida Tripartita de San Patricio, Patricio visitó a Fiachu y su hermano Éndae en Uisnech. Fiachu rechazó el bautismo del santo que puso una maldición sobre Uisnech. Tírechán proporciona un relato diferente, afirmando que el hijo de Fiachu mató a uno de los discípulos de Patricio lo que llevó al santo a maldecir a sus descendientes.
Fiachu aparece como el conquistador de Meath en los anales enfrentado a Failge Berraide, el antepasado de los Uí Failgi de Leinster. En 507 Fiachu fue derrotado por Failge en la Batalla de Frémainn (Frewin Hill, cerca de Mullingar, Condado de Westmeath). Fiachu recibió una profecía falsa de que ganaría la batalla y decidió vengarse. En 514 obtuvo la deseada venganza al derrotar a Failge en la Batalla de Druim Derg. Tras esta victoria la llanura de Mide fue arrebatada a los Laigin.
Fiachu fue el antepasado de los Cenél Fiachach, un clan que incluyó varios sub-clanes o ramas muy conocidos como los Geoghegan y O'Higgins, cuyas tierras se extendían de Birr a Uisnech en el sur de Westmeath y parte del norte de Offaly y su territorio meridional fue conocido como Fir Cell (tierra de las iglesias), más tarde la Baronía de Moycashel. Su hijo Túathal estableció un linaje en el norte y su hijo Úathnemgenn otro en el sur. Otro hijo suyo, Crimthann fue bisabuelo del santo local Áed mac Bricc (m.589).